# Twelve
Twelve är ett album av rocksångaren Patti Smith, utgivet i april 2007. Det består, som antyds i titeln, av tolv spår, alla covers. Som bäst nådde albumet 60:e plats på Billboard 200.

## Låtlista
1. "Are You Experienced?" (Jimi Hendrix) - 4:46
  - Ursprungligen av The Jimi Hendrix Experience, från Are You Experienced?.
2. "Everybody Wants to Rule the World" (Chris Hughes/Roland Orzabal/Ian Stanley) - 4:07
  - Ursprungligen av Tears for Fears, från Songs from the Big Chair.
3. "Helpless" (Neil Young) - 4:03
  - Ursprungligen av Crosby, Stills, Nash & Young, från Déjà Vu.
4. "Gimme Shelter" (Mick Jagger/Keith Richards) - 5:01
  - Ursprungligen av The Rolling Stones, från Let It Bleed.
5. "Within You Without You" (George Harrison) - 4:51
  - Ursprungligen av The Beatles, från Sgt. Pepper's Lonely Hearts Club Band.
6. "White Rabbit" (Grace Slick) - 3:55
  - Ursprungligen av Jefferson Airplane, från Surrealistic Pillow.
7. "Changing of the Guards" (Bob Dylan) - 5:48
  - Ursprungligen av Bob Dylan, från Street Legal.
8. "The Boy in the Bubble" (Forere Motloheloa/Paul Simon) - 4:31
  - Ursprungligen av Paul Simon, från Graceland.
9. "Soul Kitchen" (John Densmore/Robby Krieger/Ray Manzarek/Jim Morrison) - 3:46
  - Ursprungligen av The Doors, från The Doors.
10. "Smells Like Teen Spirit" (Kurt Cobain/Dave Grohl/Krist Novoselic) - 6:32
  - Ursprungligen av Nirvana, från Nevermind.
11. "Midnight Rider" (Gregg Allman/Robert Payne) - 4:03
  - Ursprungligen av The Allman Brothers Band, från Idlewild South.
12. "Pastime Paradise" (Stevie Wonder) - 5:27
  - Ursprungligen av Stevie Wonder, från Songs in the Key of Life.